# Fujiwara no Kaneie
Fujiwara no Kaneie (藤原 兼家, 929 – 26 tháng 7 năm 990) là một chính khách người Nhật, cận thần và chính trị gia trong thời kỳ Heian. Ông được đời xưng là Pháp Hưng Viện Đại Thần (法興院大臣 ほうこういんだいじん) và Đông Tam Điều Đại Thần (東三條大臣 ひがしさんじょうだいじん).